# Пекарчик, Алексей Дмитриевич
Пекарчик, Алексей Дмитриевич (31 декабря 1982, Минск, Белорусская ССР, СССР) — белорусский спортсмен, выступавший в кикбоксинге и таиландском боксе. Мастер спорта международного класса по кикбоксингу. Мастер спорта международного класса по Таиландскому боксу. Является единственным в мире спортсменом, ставшим чемпионом мира по сольным композициям кикбоксинга и по таиландскому боксу на одном турнире. Первый в мире белый спортсмен, победивший двух чемпионов стадиона «Люмпини». В данный момент Алексей Пекарчик проживает в Австралии. С отличием закончил Сиднейский университет. Завершил карьеру в 2002 году.

## Биография

### Любительская карьера
Спортивная карьера Алексея началась с секции фигурного катания, в которой он занимался с четырёх лет. Затем перешёл в каратэ. В возрасте 12 лет стал тренироваться в СК «Кик Файтер» у заслуженного тренера РБ Евгения Добротворского. Первых серьёзных успехов добился уже через два года, в 1996 году, завоевал серебряную медаль на Чемпионате Европы в Италии в сольных композициях кикбоксинга в разделе «жесткий стиль». Через год стал лучшим на Кубке мира WAKO среди взрослых в Венгрии, где завоевал золото сразу в 3 разделах: в мягком стиле, жестком стиле и стиле с оружием.
В 1998 году, помимо удачного выступления в кикбоксинге (три золота на Чемпионате Европы, победы на кубках мира к Австралии и Венгрии, а также четыре первых места на Всемирных играх под эгидой НОК в Москве), Алексей выиграл Чемпионат Европы в разделе «тай-боксинг» в весовой категории до 51 кг.
В следующем году он дебютировал на Чемпионате Мира IAMTF по Муай Тай в Таиланде в весовой категории до 48 кг и уступил в полуфинале чемпиону мира из Таиланда со счётом судейских записок 3:2 и завоевал бронзовую медаль и это, несмотря на сломанный палец на правой руке. К осени подрос и перешёл на две весовые категории вверх и стал лучшим на Чемпионате мира WAKO в разделе тай-боксинг (до 54 кг). Завершил год триумфальным выступлением на Кубке мира в Австралии, где завоевал золото в 3-х разделах и стал абсолютным чемпионом.
2000 год начался с победы на Кубке мира ISKA в Австралии в сольных композициях кикбоксинга (четыре золотые медали) и в тай-боксинге (до 60 кг). На Чемпионате Европы в Греции по Муай Тай Алексей завоевал золото в весе до 57 кг.
В 2000 году закончил Республиканское Училище Олимпийского Резерва с золотой медалью.
В 2001 году он завоевал свою последнюю любительскую награду, выиграв Чемпионат мира WAKO в Сербии (63,5 кг) по кикбоксингу в разделе «тай-боксинг».

### Профессиональная карьера
Профессиональную карьеру Алексей начал в 2000 году победой нокаутом над американцем Альберто Рамиресом в рамках матчевой встречи «Беларусь-США» в Минске. В том же году он одержал верх над тайцем Сомчитом Пантхасси единогласным решением судей в матче «Беларусь-Таиланд» в Минске.
Бой за звание интерконтинетального чемпиона по версии IKF с четырёхкратным чемпионом стадиона Люмпини Карухартом Сор Супованом состоялся в Новосибирске (Российская Федерация). Здесь Алексей совершил спортивный подвиг, одержав победу нокаутом во втором раунде над Тайской легендой, у которого за плечами было более 250 профессиональных боёв. Интерконтинентальным чемпионом среди профессионалов Алексей Пекарчик стал в возрасте 17 лет!
Год закончил победой нокаутом в матчевой встрече Беларусь-Австралия в Сиднее в поединке за титул интерконтинетального чемпиона по версии ISKA. В 2001 году в Италии в равном бою уступил мировой титул по версии WAKO — PRO легендарному Ём Хоту, который после боя признался, что провёл самый трудный поединок в жизни.
Свой титул чемпиона мира среди профессионалов (по версии World Professional Muay Thai Association) Алексей Пекарчик завоевал в 2002 году в Таиланде одержав сенсационную победу над легендарным Чат Чаем пятикратным чемпионом Люмпини (Таиланд). Через день после этого боя Чат Чай умер. Вскоре после этого Алексей Пекарчик завершил свою спортивную карьеру.

## Спортивные достижения

### Любительские титулы
Кикбоксинг (раздел сольные композиции):
- 1996 Чемпионат Европы WAKO (Италия)  жесткий стиль
- 1997 Кубок мира WAKO (Дебрецен, Венгрия)  мягкий стиль
- 1997 Кубок мира WAKO (Дебрецен, Венгрия)  жесткий стиль
- 1997 Кубок мира WAKO (Дебрецен, Венгрия)  стиль с оружием
- 1998 Чемпионат Европы WAKO (Киев, Украина)  жесткий стиль с оружием
- 1998 Чемпионат Европы WAKO (Киев, Украина)  мягкий стиль
- 1998 Чемпионат Европы WAKO (Киев, Украина)  жесткий стиль
- 1998 Кубок мира ISKA (Gold Coast, Австралия)  стиль с оружием
- 1998 Кубок мира ISKA (Gold Coast, Австралия)  мягкий стиль
- 1998 Кубок мира ISKA (Gold Coast, Австралия)  жесткий стиль
- 1998 Кубок мира ISKA (Gold Coast, Австралия)  Абсолютный чемпион
- 1998 Кубок мира WAKO (Дебрецен, Венгрия)  мягкий стиль
- 1998 Кубок мира WAKO (Дебрецен, Венгрия)  жесткий стиль
- 1998 Кубок мира WAKO (Дебрецен, Венгрия)  стиль с оружием
- 1998 Всемирные игры под эгидой НОК (Москва, Российская федерация)  жесткий стиль с оружием
- 1998 Всемирные игры под эгидой НОК (Москва, Российская федерация)  жесткий стиль
- 1998 Всемирные игры под эгидой НОК (Москва, Российская федерация)  мягкий стиль
- 1999 Кубок мира ISKA (Gold Coast, Австралия)  стиль с оружием
- 1999 Кубок мира ISKA (Gold Coast, Австралия)  мягкий стиль
- 1999 Кубок мира ISKA (Gold Coast, Австралия)  жесткий стиль
- 1999 Кубок мира ISKA (Gold Coast, Австралия)  Абсолютный чемпион
- 2000 Кубок мира ISKA (Сидней, Австралия)  стиль с оружием
- 2000 Кубок мира ISKA (Сидней, Австралия)  мягкий стиль
- 2000 Кубок мира ISKA (Сидней, Австралия)  жесткий стиль
- 2000 Кубок мира ISKA (Сидней, Австралия)  Абсолютный чемпион

Кикбоксинг (раздел тай-боксинг)
- 1998 Чемпионат Европы WAKO (Киев, Украина)  51 кг
- 1999 Чемпионат Мира WAKO (Италия)  54 кг
- 2000 Кубок мира ISKA (Сидней, Австралия)  60 кг
- 2001 Чемпионат Мира WAKO (Белград, Сербия)  63,5 кг

Муай Тай
- 1999 Чемпионат Мира IAMTF (Бангкок, Таиланд)  48 кг
- 2000 Чемпионат Европы IAMTF (Афины, Греция)  57 кг

### Профессиональные титулы
- 2000 Интерконтинентальный чемпион по версии IKF (Новосибирск, Россия)
- 2000 Интерконтинентальный чемпион по версии ISKA (Сидней, Австралия)
- 2002 Чемпион мира по версии WPMTA (Паттайя, Таиланд)